# Dave Franco
David John "Dave" Franco (sinh ngày 12 tháng 6 năm 1985) là một nam diễn viên người Mỹ. 

## Thời thơ ấu
Franco được sinh ra ở Palo Alto, California. Là con trai của Doug Franco và mẹ là Betsy Levine Verne (là một nhà thơ, tác giả và nhà biên tập), bố anh đã điều hành một số công việc kinh doanh ở thung lũng Silicon. Dave tự hào rằng mình là một người Do Thái; bà ngoại của anh, Mitzi Levine, là người quản lý Phòng Trưng bày Nghệ thuật Verne, một phòng trưng bày nổi tiếng ở Cleveland, Ohio. Anh đã trải qua thời thơ ấu tuyệt vời cùng hai người anh là James Franco và Tom Franco.
Anh học đại học ở University of Southern California. Ban đầu anh đã mường tượng ra rằng sau này anh sẽ là một giáo viên cấp ba dạy môn viết sáng tạo, nhưng đến khi quản lý của "anh Hai" James đã dẫn dắt Dave vào con đường diễn xuất khi anh mới chỉ là sinh viên năm 2.

## Sự nghiệp
2006, Franco đã diên vai ra mắt trong sê-ri phim truyền hình 7th Heaven của đài The CW. Kể từ khi anh xuất hiện trên các show như  Do Not Disturb và Young Justice, Dave đã có những vai diễn đáng chú ý trong nhiều phim Superbad, Charlie St. Cloud, 21 Jump Street, Warm Bodies, The Shortcut and Now You See Me.
Tháng 5 2008, anh ấy đã được đóng trong bộ phim truyền hình Privileged của đài The CW. Franco được đóng vai diễn chính dài hạn của sê-ri phim này. Các tập phim chính thức phát sóng vào ngày 9 tháng 9 năm 2008, lượng người xem tăng đến 3.1 triệu người. Nhưng sau đó lượng người xem cũng giảm đi và đài truyền hình cũng không ra mắt phần 2.
Vào tháng 8 năm 2009, tạp chí Variety thông báo rằng Franco đã được cast vào một vai diễn thường trong mùa thứ 9 của phim hài sitcom Scrubs của đài ABC. Nhân vật của Franco là một cậu sinh viên ngành y Cole Aaronson, mà gia đình cậu ta đã trả một số tiền lớn cho bệnh viện Trái Tim Thiêng Liêng để nhận Cole làm thực tập sinh. Dave xuất hiện ở hết 13 tập của mùa này và anh đã nhận được sự ca ngợi từ phía khán giả, tuy nhiên mùa thứ 9 cũng là mùa cuối cùng của series phim này.
MTV Networks' NextMovie.com đã gọi anh là một trong những "Ngôi sao đột phá cần đáng xem" năm 2011. Vào tháng 8 năm 2011, David là ngôi sao điện ảnh trong bộ phim 3D kinh dị có tên Fright Night cùng với  Colin Farrell and Toni Collette. Bộ phimnày được dựng lại của bộ phim cùng tên ở năm 1985, kể về một cậu thiếu niên đã phát hiện ra người hàng xóm của mình là ma ca rồng. Franco đã đóng vai học sinh cấp ba tên là Mark. Bộ phim đã nhận được nhiều nhận xét tích cực và thu về 41 triệu đô trên toàn thế giới.
xxxxnhỏ|302x302px|Dave trong phim 21 Jump Street]]
Vào tháng 4 năm 2012, Shalom Life đã xếp hạng cho anh và anh trai của Dave là James đứng vị trí thứ 2 trong danh sách "50 người Do thái tài giỏi, thông minh, vui vẻ, và tuyệt vời nhất". Tháng 3 năm 2012, Franco làm diễn viên cho hãng phim Columbia Pictures, anh đã thử sức với vai Eric- một thanh niên buôn bán ma túy trong bộ phim 21 Jump Street
Năm 2013, anh là đồng vai chính với Perry Kelvin trong bộ phim zombies, tình cảm có tên Warm Bodies. Vào cùng năm, Dave cũng đã xuất hiện trong bộ phim Now You See Me. Để quảng bá bộ phim, anh áy được phỏng vấn trong chương trình  Bob Rivers Show. Ông Rivers đã thuyết phục anh ta biểu diễn kĩ năng phóng bài mà anh ấy đã được học trong quá trình đóng phim, và kết quả là anh đã cắt đôi một trái chuối bằng cái card của khách sạn mà anh đang ở
Các vai diễn của Franco ở năm 2014 bao gồm Seth Rogen trong phim hài Neighbors và sự xuất hiện phút chốc trong phim 22 Jump Street.
Năm 2016 anh tiếp tục góp mặt trong phim Now You See Me 2

## Đời sống riêng tư
Franco đã hẹn hò với nữ diễn viên Alison Brie từ năm 2012. Tháng 8 năm 2015, cặp đôi này đã đính hôn. Ngày 13/3/2017, cặp đôi uyên ương này đã cưới nhau trong một lễ cưới riêng tư.

## Sự nghiệp đóng phim

### Phim điện ảnh
| Năm  | Tên                          | Vai diễn               | Notes                          |
| ---- | ---------------------------- | ---------------------- | ------------------------------ |
| 2006 | Frat Bros.                   | A.J.                   | Short                          |
| 2007 | Superbad                     | Greg the Soccer Player |                                |
| 2007 | After Sex                    | Sam                    |                                |
| 2008 | Milk                         | Telephone Tree #5      |                                |
| 2009 | The Shortcut                 | Mark                   |                                |
| 2009 | A Fuchsia Elephant           | Michael                | Short; also executive producer |
| 2010 | Greenberg                    | Rich                   |                                |
| 2010 | Charlie St. Cloud            | Sully                  |                                |
| 2011 | The Broken Tower             | Young Hart Crane       |                                |
| 2011 | Fright Night                 | Mark                   |                                |
| 2012 | Would You                    | Dave                   | Short; also writer             |
| 2012 | 21 Jump Street               | Eric Molson            |                                |
| 2013 | Warm Bodies                  | Perry Kelvin           |                                |
| 2013 | Now You See Me               | Jack Wilder            |                                |
| 2014 | The Lego Movie               | Wally (voice)          |                                |
| 2014 | Neighbors                    | Pete Regazolli         |                                |
| 2014 | 22 Jump Street               | Eric Molson            | Uncredited cameo               |
| 2015 | Unfinished Business          | Mike Pancake           |                                |
| 2016 | Neighbors 2: Sorority Rising | Pete Regazolli         |                                |
| 2016 | Now You See Me 2             | Jack Wilder            |                                |
| 2016 | Nerve                        | Ian                    |                                |
| 2017 | The Little Hours             | Massetto               |                                |
| 2017 | The Disaster Artist          | Greg Sestero           |                                |
| 2017 | The Lego Ninjago Movie       | Lloyd (voice)          | Filming                        |
| 2017 | Zeroville                    | Montgomery Clift       | Completed                      |
| 2017 | 6 Balloons                   | Seth                   | In post-production             |
| 2024 | Yêu cuồng loạn               | JJ                     |                                |

### Phim truyền hình
| Năm       | Tên             | Vai diễn                     | Notes                           |
| --------- | --------------- | ---------------------------- | ------------------------------- |
| 2006      | 7th Heaven      | Benjamin Bainsworth          | Episode: "Highway to Cell"      |
| 2008      | Do Not Disturb  | Gus                          | 5 episodes                      |
| 2008      | Greek           | Gonzo                        | 6 episodes                      |
| 2008–2009 | Privileged      | Zachary                      | 5 episodes                      |
| 2009–2010 | Scrubs          | Cole Aaronson                | 13 episodes                     |
| 2011–2012 | Young Justice   | Edward Nigma/Riddler (voice) | 2 episodes                      |
| 2015      | Other Space     | Chad Simpson                 | 2 episodes                      |
| 2016      | BoJack Horseman | Alexi Brosepheno (voice)     | Episode: "Love And/Or Marriage" |
| 2016      | Easy            | Jeff                         | 2 episodes                      |

### Games
| Năm  | Tên                     | Voice role            |
| ---- | ----------------------- | --------------------- |
| 2016 | Marvel Avengers Academy | Tony Stark / Iron Man |

### Web
| Năm  | Tên                          | Vai diễn      | Notes                                     |
| ---- | ---------------------------- | ------------- | ----------------------------------------- |
| 2011 | You're So Hot                | Himself       | Funny or Die short; also writer           |
| 2011 | Go F*ck Yourself             | Himself       | Funny or Die short; also writer           |
| 2012 | You're So Hot: Part Deux     | Himself       | Funny or Die short; also writer           |
| 2013 | Dream Girl                   | Himself       | Funny or Die short; also writer, director |
| 2013 | Real Life H-O-R-S-E!         | Himself       | Funny or Die short; also writer           |
| 2013 | Chris & Daves Epic Adventure | Himself       | Funny or Die series                       |
| 2014 | Hazing                       | Himself       | Funny or Die short                        |
| 2014 | You're So Hot: Vol. 3        | Beatrix Kiddo | Funny or Die short                        |
| 2015 | Madden: The Movie            | Blade Johnson | Madden NFL 16 promotional short           |